# Alexander Löhr
Alexander Löhr (* 20. Mai 1885 in Turnu Severin, Königreich Rumänien; † 26. Februar 1947 in Belgrad, Volksrepublik Jugoslawien, hingerichtet) war ein österreichischer Offizier in der k.u.k. Armee, im Bundesheer der Ersten Republik und in der Luftwaffe der deutschen Wehrmacht. Unter seinem Oberbefehl wurden durch die Bombardierung Belgrads und auf dem Balkan Kriegsverbrechen verübt, für die er nach dem Ende des Zweiten Weltkriegs in Belgrad verurteilt und hingerichtet wurde.

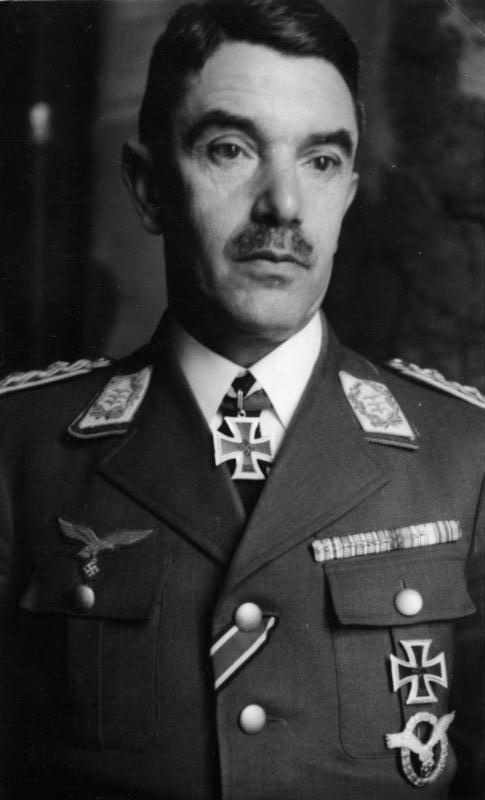
Alexander Löhr (1939)

## Überblick
Löhr galt als Initiator der k.u.k. Luftfahrttruppen und im republikanischen Österreich als treibende Kraft der anfangs geheim und unter Bruch des Vertrages von St. Germain vorbereiteten österreichischen Luftstreitkräfte.
Zum 1. April 1938, kurz nach dem „Anschluss“ Österreichs, wurde er in die Luftwaffe der Wehrmacht übernommen und im März 1939 zum General der Flieger befördert.
Löhr befehligte während des Überfalls auf Polen die Luftflotte 4, die am 25. September 1939 den ersten Großangriff während der Schlacht um Warschau flog. Zu Beginn des Balkanfeldzugs war er für den völkerrechtswidrigen Luftangriff auf Belgrad – da ohne vorherige Kriegserklärung – am 6. April 1941 verantwortlich.
Anschließend sicherte seine Luftflotte die Luftherrschaft über der Ägäis, wodurch die Besetzung Kretas durch deutsche Truppen ermöglicht wurde. Deutsche Fallschirmjäger und aus Österreich stammende Gebirgsjäger verübten dort zahlreiche Massaker.
Im Ostfeldzug unterstützte seine Luftflotte die Heeresgruppe Süd. Ab Juli 1942 fungierte Löhr als Oberbefehlshaber der 12. Armee und ab 1943 dann als Oberbefehlshaber Südost und zugleich als Oberbefehlshaber der Heeresgruppe E. Nach dem Krieg geriet er in jugoslawische Kriegsgefangenschaft. Dort wurde er wegen der unter seinem Oberbefehl auf dem Balkan verübten Kriegsverbrechen und des Luftangriffes auf Belgrad verurteilt und 1947 hingerichtet.
Löhr war neben Erhard Raus und Lothar Rendulic einer von drei Österreichern, die in der Wehrmacht bis zum Generaloberst aufstiegen. Seine Tätigkeit wurde in Österreich jahrzehntelang von militärischen Kreisen unkritisch gesehen, obwohl Historiker und Offiziere, etwa General Hubertus Trauttenberg, seit langem darauf hinwiesen, dass die verbrecherische Seite Löhrs von der fachlichen kaum zu trennen ist, weil diese im Wesentlichen in seiner gegen die Zivilbevölkerung gerichteten Luftkriegstheorie und -praxis bestand.

## Familie
Alexander war der jüngste von drei Söhnen des Ehepaares Löhr. Sein Vater Friedrich Johann Löhr (1850–1915) entstammte einer Fischerfamilie aus Mainz. Im Russisch-Türkischen Krieg (1877–1878) war er 2. Kapitän auf einem Lazarettschiff auf dem Schwarzen Meer. Auf einer seiner Fahrten lernte Friedrich Löhr die Krankenschwester Katherina Heimann (auch Heyman † 1928) kennen. Diese war die Tochter des russischen Militärarztes Mihail Alexandrovich Heimann aus Odessa. Sie heirateten und zogen in die rumänische Stadt Turnu Severin. Das Ehepaar hatte drei Söhne: Friedrich (1880–1940), Michael (* 1882) und Alexander. Aufgrund der Glaubensrichtung seiner Mutter gehörte Alexander der orthodoxen Ostkirche an. Löhrs Großvater mütterlicherseits war der spätere russische General Wasilij Alexandrowitsch Geiman.
Alle drei Söhne kämpften im Ersten Weltkrieg und überlebten diesen. Friedrich diente nach dem Krieg in der Königlich Ungarischen Armee, stieg bis zum Oberst auf und starb 1940 während der Unruhen in Siebenbürgen. Der Bruder Michael beendete den Ersten Weltkrieg als Hauptmann in Südrussland. Später diente er in der Donau-Dampfschiffahrts-Gesellschaft (DDSG). In der Direktion der DDSG in Wien arbeitete er anschließend bis zu seiner Pensionierung.
Alexander Löhr war mit seiner Frau Christine verheiratet, aus der Ehe ging 1916 die Tochter Gertrud hervor.

## Kindheit und Militärausbildung

Die Theresianische Militärakademie um 1896

Alexander besuchte, wie seine beiden Brüder, zunächst die reichsdeutsche evangelische Volksschule in Turnu Severin. Diese unterrichtete nach preußischem Muster. Aufgrund der zahlreichen Nationalitäten im Vielvölkerstaat Donaumonarchie sowie aus familiären Gründen wuchs Alexander viersprachig auf. Neben Deutsch sprach er Russisch, Französisch und Rumänisch. Da sein Vater kaum Russisch und seine Mutter schlecht Deutsch sprach, unterhielt man sich im Hause Löhr auf Französisch. Nachdem sein Vater dienstlich nach Wien versetzt worden war, besuchte Alexander eine dortige Volksschule. Nach deren Beendigung strebte er eine Karriere in der k.u.k. Marine an. Doch aus gesundheitlichen Gründen wurde ihm dieser Weg verwehrt. Im Januar 1896 kam Alexander auf die Militär-Unterrealschule nach Kaschau, wo er bis 1900 verblieb. Dort erlernte er mit Ungarisch seine fünfte Sprache. Die Schule diente dabei zur Vorbereitung auf die Oberrealschule.
Im Januar 1900 wechselte er auf die Infanterie-Kadettenschule nach Temesvár über, wo Alexander bis 1903 die Vorbereitung auf den militärischen Truppendienst im Wirkungskreis eines Subalternoffiziers erhielt. 1901 litt er dort an einer schweren Krankheit. 1903 wechselte Alexander nach Wien, wo er bis 1906 die Theresianische Militärakademie in Wiener Neustadt besuchte. Die Militärakademie war zu dieser Zeit Kaderschmiede für künftige Offiziere der Infanterie oder Kavallerie. Während der Sommerferien bereiste Alexander mit seinen beiden Brüdern das Russische Kaiserreich, das Osmanische Reich, Griechenland und Ägypten. Bei einem Besuch Verwandter in Odessa war Alexander Zeuge des Aufstandes auf dem Panzerkreuzer Potjomkin. Seinen Abschluss am 18. August 1906 erreichte er mit dem Prädikat „sehr gut“. Am gleichen Tag, dem „Kaisergeburtstag“, wurde Löhr als Leutnant ausgemustert und trat zugleich als Freiwilliger in das k.u.k. ungarische Infanterie-Regiment Nr. 85 „von Gaudernak“ ein. Dort wurde er als Zugskommandant eingesetzt. Dies markierte den Beginn seiner militärischen Vita.

## Erste Militärjahre
Das k.u.k. ungarische Infanterie-Regiment Nr. 85 „von Gaudernak“ war bei Löhrs Dienstantritt in Auflösung begriffen. Seine Zuteilung innerhalb des Regiments erfolgte zum 3. Bataillon mit Sitz in Leutschau. Bei seinem ersten Einsatz erlebte der junge Leutnant den Nationalitätenstreit, als ungarische Behörden die Weihe einer slowakischen Kirche untersagten. Die Auseinandersetzung beendete schließlich die Gendarmerie. Löhrs Regiment war zu Sicherungsaufgaben abgestellt. Am Ende gab es dreizehn tote Frauen, die Kirche blieb ungeweiht. Die Dienstzeit Löhrs bis 1907 verlief ohne weitere Ereignisse. Seine Freizeit verbrachte der Leutnant damit, seine Sprachkenntnisse zu vertiefen und Land und Leute seines Garnisonsbereichs kennenzulernen. Im Oktober 1908 kam es zur bosnischen Annexionskrise. In diesem Zusammenhang wurde Löhrs Regiment an die bosnisch-serbische Grenze bei Višegrad verlegt. Dort zeichnete er als Pionier für den Bau eines Brückenkopfes verantwortlich. Zu Kampfhandlungen kam es nicht. Ab Juli 1909 fungierte Löhr als Zugskommandant sowie ab April 1910 zugleich als Stationsoffizier in Vardište. Bereits am 1. November 1909 war er zum Oberleutnant befördert worden. Später stieg er zum Interimskommandanten der MG-Abteilung III in seinem Regiment auf. Mit dem Zug seiner Einheit lag Löhr unter primitivsten Verhältnissen an der serbischen Grenze. Seine Dienstzeit verbrachte er größtenteils mit einsamen Patrouillengängen und Floßfahrten auf der Drina. Die sogenannten „Generalstabsreisen zu Fuß“ nutzte Löhr zur Erkundung, um sich mit Sitten und Eigenarten der Balkanvölker vertraut zu machen. Diese einsame Zeit nutzte Löhr auch, um sich für seine Laufbahn fortzubilden. 1910 lag die MG-Abteilung wieder bei Vardište.
Nach der erfolgreichen Absolvierung der Vorprüfung für eine kommende Generalstabsausbildung in Sarajewo wurde Löhr im September 1910 zur Aufnahmeprüfung an die Kriegsschule Wien befohlen. Nach deren Bestehen wurde er zum 1. Oktober als Leutnant an die Kriegsschule abkommandiert. Dort erhielt er bis September 1913 eine Ausbildung zum Generalstabsoffizier. Diese schloss er mit dem Prädikat „sehr gut“ ab. Den Abschluss dieser Ausbildung bildete ein Armeemanöver in Böhmen. Dort war Löhr als Ordonnanzoffizier den Schiedsrichtern der 44. Landwehr-Infanterie-Division zugeteilt.
Nach Absolvierung der Kriegsschule zum 31. Oktober wurde Löhr unter gleichzeitiger Beförderung zum Oberleutnant am 1. November 1913 dem Generalstab zugeteilt und zum Kommando der K.u.k. Verkehrstruppenbrigade in Wien als Generalstabsoffizier kommandiert. Dem Kommando der Verkehrstruppenbrigade unterstanden die Eisenbahnregimenter, das Telegraphenregiment sowie die Infanterie- und Kavallerietelegraphenkurse, der Automobilkader und die Luftschifferabteilung. Während seiner Tätigkeit dort kam Löhr erstmals in Kontakt mit der am Beginn stehenden österreichischen Militärluftfahrt, an der er bis zum Beginn des Ersten Weltkrieges mitwirkte.

## Erster Weltkrieg

### 1914
Im Zuge der Mobilmachung wurde Löhr am 26. Juli als Generalstabsoffizier der Operationsabteilung des Armeeoberkommandos 5 (A.O.K. 5) zugeteilt. In diesem fungierte er bis zum 22. September zugleich als Fliegerbeobachter. Das A.O.K. 5 marschierte im August 1914 in Serbien ein. Damit betrat Löhr zum zweiten Mal in seiner noch jungen Militärkarriere serbischen Boden. In der Rolle des Beobachters flog Löhr am 31. August seinen ersten Aufklärungsflug im Raum der Drinamündung–Šabac–Zavlaka–Loznica. Weitere Aufklärungsflüge folgten am 1., 2. und 9. September 1914. In dieser Zeit nahm Löhr erstmals an einer Bombardierung teil, als serbische Truppenansammlungen bei Valjevo angegriffen wurden.
Am 23. September wurde Löhr von seinem bisherigen Kommando abgezogen und als Generalstabsoffizier der 29. Infanterie-Truppendivision (29. ITD) zugeteilt. Dort wurde er in der 58. Infanteriebrigade (58. IBrig) eingesetzt. Mit der Kommandierung zu einer Feldeinheit war Löhrs Karriere bei den Fliegerkräften zunächst vorbei. Die 29. ITD hatte bei Löhrs Dienstantritt am 23. September schon schwerste Verluste erlitten. Bis 29. September war die Divisionsstärke von 17.000 auf 6.500 Mann gefallen. Der Rest erzwang in diesen Tagen den Übergang über die Save. Der anschließende Gegenangriff der Serben konnte erst im Oktober aufgefangen werden. Danach trat Löhrs Division zum Gegenangriff an und drang bis Anfang November in den Raum Mistar vor. Dabei wurde Löhr durch einen Granatsplitter an der Stirn verwundet. Anschließend marschierte er mit seiner Einheit über Belgrad bis Požarevac. Anfang Dezember 1914 erreichte die Einheit Topola und zog weiter bis Sespin. Dort wurde Löhr durch eine Schrapnellkugel am Fußgelenk zum zweiten Mal verwundet. Am Folgetag wurde er am Arm erneut verwundet. Die Gefechte zwischen k.u.k. und serbischen Truppen nahmen bis Mitte Dezember weiter zu. Am 15. Dezember war die 29. Infanterie-Truppendivision wieder auf ungarischen Boden zurückgedrängt worden. Beide Seiten hatten dabei so hohe Verluste erlitten, dass in diesem Kampfgebiet eine zehnmonatige Kampfpause die Folge war.

### 1915
Am Jahresanfang wurde die 29 ITD mit der 58. IBrig. aus ihrem bisherigen Kampfeinsatz herausgelöst und an den russischen Kriegsschauplatz in die Karpaten verlegt. Dort nahm Löhr an der Ersten Offensive teil, die aufgrund von Eis und Schnee am 25. Januar abgebrochen werden musste. Anschließend wurde Löhrs Brigade vorübergehend der 43. Infanterie-Truppendivision (43. ITD) unterstellt und im Raum Jablonka–Radziejowa eingesetzt. Für Löhrs Einsätze in vorderster Linie beantragte Generalmajor Joseph Poleschensky für ihn das Militärverdienstkreuz III. Klasse. Im Februar nahm Löhr an der 2. Karpatenoffensive teil. Primärziel war der Entsatz der Festung Przemyśl, welcher scheiterte. Im darauffolgenden März war Löhrs Brigade, er war seit 1. März nunmehr Hauptmann, in diesem Gebiet in heftige Abwehr- und Stellungskämpfe verwickelt. Dabei verzeichneten die k.u.k. Truppen sehr hohe Verluste. Im April nahm Löhr an der „Osterschlacht in den Karpaten“ (2. bis 20. April) teil. In diesen Kämpfen, die ohne Sieger blieben, verloren die Mittelmächte 600.000 bis 800.000 Mann.
Im folgenden Monat nahm die 58. IBrig. zusammen mit Truppen des deutschen Heeres an der Mai-Offensive teil. Diese führte zum Durchbruch durch die russische Front. Löhrs Brigade rückte dabei vom Beskidenkamm über Hoczew vor und erreichte bis zum 16. Mai den Raum Larovice. Anschließend kam es zur Schlacht von Lemberg, die für die Mittelmächte siegreich endete. Nach der Schlacht wurde Löhr am 18. Juli die Militär-Verdienstmedaille verliehen. Zu diesem Zeitpunkt nahm Löhrs Brigade in Nacht- und Eilmärschen die Verfolgung der russischen Truppen wahr. Dabei kam es zu Nachhutgefechten und Artillerieüberfällen. Die völlig übermüdeten Truppen erlitten hierdurch erneut schwere Verluste und Löhr wurde am 23. Juni durch einen Streifschuss am Oberschenkel verwundet. Am 30. Juni 1915 verstarb Löhrs Vater mit 66 Jahren in Wien. Im Juli war Löhrs Brigade der 2. Armee unterstellt und lag am Bug. Anschließend unterstützte sie die Armee Mackensen auf ihrem Vormarsch nach Warschau. In den Monaten August und September nahm Löhrs Brigade an weiteren Vormärschen teil. Anfang September erreichte diese den Raum Jasionów. Nach einem Angriff am 3. September stand Löhrs Brigade erstmals auf russischem Boden. Danach ging der Sommerfeldzug allmählich in einen Stellungskrieg über. Die folgende Zeit im Stellungskrieg war mit der Ablösung von Bataillonen verbunden. Löhrs Frontdienst lief Ende November aus. Er wechselte zum 1. Dezember als Konzipient in die Abteilung 5/M (Luftfahrtruppe) in das k.u.k. Kriegsministerium nach Wien.

### Luftfahrtruppen 1916/17
Im Kriegsministerium leistete Löhr die nächsten Jahre Dienst beim Aufbau der Organisation der k.u.k. Luftfahrtruppen. Zum 1. Mai wurde das Kommando der Luftfahrtruppen im Kriegsministerium eine eigene Abteilung. Die Bezeichnung lautete Abteilung 5/L. In dieser stieg Löhr bis zum Vorstandsstellvertreter auf. In dieser Position war Löhr mit dem Aufbau der Organisation der Luftfahrtruppen (LFT) betraut. Zu seinen Aufgaben gehörte die Etablierung eines Luftfahrzeug-Abwehrdienstes und die Neuformation der LFT. Ferner zeichnete er für den Schriftverkehr mit auswärtigen Zentralstellen verantwortlich, legte die Grundlagen künftiger Luftfahrausbildungen fest und verfasste dazu zahlreiche Vorschriften. Insbesondere der fliegerische Abwehrdienst, auch Heimatschutz genannt, verschlang 1916 einen Großteil von Löhrs Engagement. Am 18. August 1916 erhielt er für seine bisherigen Verdienste die Silberne Militärverdienstmedaille mit Kriegsdekoration verliehen. Der weitere Aufbau und die Verstärkung des heimischen Luftraumes fiel ab Sommer 1916 in Löhrs Aufgabengebiet.
Bis zum zweiten Halbjahr 1917 konnte durch Löhrs Wirken die Zahl der zur Verfügung stehenden Abwehrflugzeuge erhöht werden. Um eine bessere Organisation dieser fliegenden Verbände zu gewährleisten, wurden diese in Staffeln und Geschwader organisiert. Neben der Organisation der Luftfahrtruppen widmete sich Löhr dem Aufbau der (fliegerischen) Bodenorganisation. Löhrs dritte große Hauptaufgabe war die Schaffung von Luftfahrzentren für die fliegerische Ausbildung. Für seine Tätigkeit und seinen Anteil beim Aufbau der Luftfahrtruppen wurde Löhr im Oktober 1917 der Orden der Eisernen Krone III. Klasse mit Kriegsdekoration verliehen.

### 1918

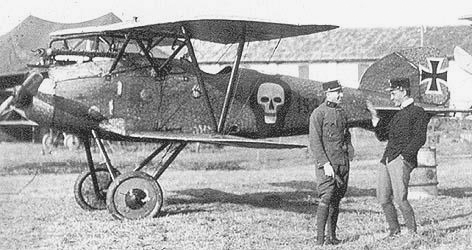
Eine Albatros D.III einer k.u.k. Fliegerkompanie

Mitte Januar 1918 wurde Löhr als Bataillonskommandant zur Truppendienstleistung zum Infanterie-Regiment 74 kommandiert. Das Regiment lag im Verband Löhrs alter 57. Infanterie-Brigade an der Südwestfront entlang des Piave und war dort mit Stellungsbau beschäftigt. In der zweiten Februarhälfte wurde das Regiment aus der Front herausgelöst und in die Reserve verlegt. Daraufhin erhielt Löhr die Anweisung, sich wieder im Kriegsministerium einzufinden. Dort war er ab März 1918 erneut als Vorstandsstellvertreter der Abteilung 5/L eingesetzt. 1918 hatte sich jedoch die Kriegslage der k.u.k. Luftfahrtruppen gegenüber den italienischen Luftstreitkräften verschlechtert. Einer Übermacht ausgesetzt, war Innsbruck am 20. Februar 1918 Ziel eines italienischen Luftangriffs geworden. Die Abteilung 5/L um Löhr setzte ihrerseits nun alle Mittel ein, um den Schutz weiter auszubauen. Dafür wurde das vorhandene Flugmeldenetz erweitert, neue Flugwachen aufgestellt und eine Flugwachenkette geschaffen.
Auf der anderen Seite wurde nach dem Ausscheiden Russlands aus dem Ersten Weltkrieg im Zuge des Friedensvertrages von Brest-Litowsk Löhrs Abteilung vor neue Aufgaben gestellt. So sollten alsbald Flug- bzw. Flugpostlinien nach Odessa, Kiew und Budapest eingerichtet werden. Diese Ideen wurden jedoch aufgrund der weiteren Lageentwicklung wieder verworfen. Ab August 1918 machten sich die schwindenden Kräfte des k.u.k. Abwehrdienstes bemerkbar. So warfen am 9. August italienische Flugzeuge Propaganda-Flugblätter über Wien ab. Am 31. August bzw. am 8. September 1918 wurden die Bahnanlagen von Franzensfeste bzw. Lienz bombardiert. Dies stellte für die Abwehr unter Löhr Versagen auf der ganzen Linie dar.
Ab September 1918 war aufgrund der politischen und wirtschaftlich verschärften Lage der Verfall der Donaumonarchie nicht mehr aufzuhalten. In dieser Zeit erhielt Löhr noch am 23. September den Franz-Joseph-Orden mit Kriegsdekoration. Bereits Mitte September und noch einmal Anfang Oktober 1918 waren die Friedensaufrufe Karls I. ungehört verhallt. Am 30. Oktober wurden Waffenstillstandsverhandlungen aufgenommen. In diesen letzten Wochen war Löhr für die Rückverlegung aller Einheiten in die Heimat verantwortlich, die bis 30. Oktober abgeschlossen wurde. Am Folgetag wurde von der Entente festgelegt, dass Österreich sämtliche Luftfliegerabteilungen aufzulösen hätte. Am 3. November 1918 wurde von Unterstaatssekretär Julius Deutsch die Aufstellung der Deutsch-Österreichischen Volkswehr angeordnet. Ein dementsprechender Aufstellungsbefehl folgte am 18. November. Von den damit verbundenen Änderungen im neuen Staatsamt für Heereswesen war auch die Abteilung Löhrs im ehemaligen Kriegsministerium betroffen. Im November und Dezember 1918 war er mit der Rückführung und Sicherstellung des Gerätes der ehemaligen Luftfahrtruppen befasst, um dies den Siegermächten vorzuenthalten, was einen schweren, internationalen Rechtsbruch darstellte und die neue Republik massiv gefährdete.

## Volkswehr
Nach der Eingliederung der Abteilung 5/L in die Fachgruppe IV „Verkehrstruppen“ unter ihrem Leiter Oberst Theodor Körner wurde Löhr umgehend mit der Aufstellung einer neuen Fliegertruppe betraut. Ihre Stärke wurde mit 10 Fliegerstaffeln beziffert. Anfang 1919 erhielt die Abteilung eine neue Bezeichnungen. Löhr war nun als Konzipient dem Referat „Organisation militärischer Angelegenheiten des Luftfahrtwesens“ zugeteilt. Das Referat war Bestandteil der Abteilung 11 des Staatsamtes für Heerwesen (StA.f.Hw.). In den nächsten Monaten entstand unter seiner Mitwirkung eine kleine Fliegertruppe bestehend aus zwei Fliegergruppen und sechs Fliegerhorsten. Der im September ausgehandelte Vertrag von Saint-Germain beendete die Bestrebungen der jungen Republik nach einer eigenen Fliegertruppe. Schon im Vorfeld des Vertrages, dessen Bestimmungen erkennbar waren, wurde Löhr mit der Reduzierung der bestehenden Fliegertruppe betraut. Gemäß den Vertragsbestimmungen verblieb Österreich nach Auflösung der Fliegerabteilung an fliegerischen Kräften nur die Polizeiflugstaffel Thalerhof. Diese bestand aus drei Offizieren und sieben weiteren Personen. Ende April 1920 wurde diese dann ebenfalls aufgelöst.

## Bundesheer
Zum 1. September 1920 wurde Löhr, seit 1. Juli im Range eines Majors, in das aus der Volkswehr neu gebildete Bundesheer übernommen. Mit dem Wechsel war sein Aufstieg in den Höheren Dienst verbunden. In dieser Laufbahn wurde er im neu geschaffenen Bundesministerium für Heerwesen der III. Sektion (Kriegsmaterial) der Abteilung 11 zugeteilt. Mitte Februar 1921 fasste die Interalliierte Kontrollkommission den Entschluss zur vollständigen Zerschlagung der österreichischen Luftfahrtruppe. Der Republik verblieb nur ein einziges Flugzeug für meteorologische Zwecke. Löhr sagte später über die Jahre 1919/20 aus, dass die Siegermächte sich nicht sicher waren, ob „die deutsche Kuh nun bis zum Äußersten zu melken oder zu schlachten“ wäre.
Trotz des Verbot des militärischen Flugwesens in Österreich war Löhr weiterhin davon überzeugt, dass die Zukunft der Luftfahrt gehöre. Unter diesem Vorsatz wurde unter Umgehung des Vertrages von St. Germain im Geheimen am Wiederaufbau der österreichischen Luftstreitkräfte begonnen. Diese Arbeiten beschränkten sich unter äußerster Geheimhaltung zunächst nur auf die Planung und Vorbereitung. Der militärische Charakter von Löhrs Referat führte 1923 dazu, dass dieses zum 1. Juni 1923 der Präsidialsektion (Abteilung 2 Landesverteidigung) zugeteilt wurde. Löhrs Aufgabe in diesen Jahren bestand darin, andere betroffene Zentralstellen erst einmal von der Existenz der österreichischen Lufthoheitsrechte zu überzeugen. War dies geschehen, sollte in weiteren Schritten der Luftschutz und der Aufbau des militärischen Flugwesens erfolgen. Wie wichtig Löhrs Arbeit war, wurde im Jahr 1925 deutlich, als es 30 gemeldete Luftraumverletzungen fremder militärischer Flugzeuge gegeben hatte. In den folgenden Jahren kam es hinsichtlich der Regelung des Luftverkehrs über österreichischem Luftraum zu einer Phase der Entspannung. Österreichs Lufthoheit gewann an Bedeutung. Bald gab es weitere Staatsverträge über den Luftverkehr: 1925 mit dem Deutschen Reich, 1926 mit Königreich Ungarn. 1928 schlossen die Tschechoslowakei und 1930 auch Italien derartige Verträge. Löhr hatte ab 1924 kontinuierlich am Aufbau des Flugmeldesystems und des Luftschutzes gearbeitet. In den Jahren ab 1928 trat Löhr offensiv in der Öffentlichkeit auf, um das nötige Personal für seine Wiederbewaffnungspläne zu gewinnen. Insbesondere im Kreis der ehemaligen k.u.k. Feldpiloten aus der Polizei. Dies gelang ihm ohne Schwierigkeiten, da sich Österreich als „besiegte Nation“ empfand. Aufgrund der angespannten Haushaltslage beschränkte sich Löhrs Wiederbewaffnung nur auf passiven Abwehrschutz.

### Entwicklung der Luftkriegstheorie

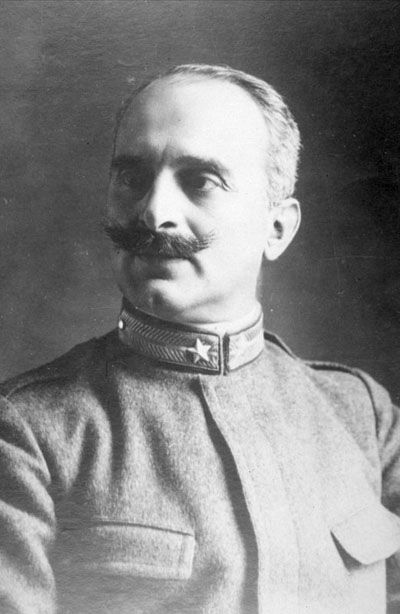
Giulio Douhet gilt als Begründer der modernen Luftkriegstheorie, deren Inhalte Löhr umsetzte

Im gleichen Zeitraum widmete sich Löhr dem Studium neuer Luftkriegsmethoden in einem künftigen Krieg. Derartige Studien wurden in dieser Zeit von einem Großteil der am Ersten Weltkrieg beteiligten Staaten entwickelt. Löhr spezialisierte sich dabei auf Methoden der modernen Luftkriegsführung des Italieners Giulio Douhet. Dieser vertrat darin u. a. rücksichtsloses Vorgehen gegen die Zivilbevölkerung, insbesondere die Bombardierung von Wohngebieten, womit massive Kriegsverbrechen verbunden waren.
Seiner Theorie zufolge sollte die Luftwaffe den wichtigsten als auch einzigen Schlag mit größtmöglichstem Spielraum erhalten. Aus diesen Lehren entwickelte Löhr in den weiteren Jahren seine eigene Luftkriegstheorie, die er erst 1943 abschloss. Ihr Titel lautete: Wege des Luftkrieges. Im Grundsatz beinhaltete seine Strategie das Prinzip eines Enthauptungsschlages gegen Einrichtungen der Staatsführung. Eine Aussage hierzu lautete: „Aber der Staatsorganismus hat, gleich dem Körper eines Lebewesens, Stellen, an denen eine verhältnismäßig kleine Verletzung außerordentliche Wirkung hervorruft, und zwar umso mehr, je höher Lebewesen, beziehungsweise Staaten organisiert sind.“ Seiner weiteren Strategie zufolge bemaß Löhr den Luftstreitkräften zwar eine schlachtentscheidende, aber keineswegs eine kriegsentscheidende Rolle zu – umfassende Angriffe auf das Hinterland eines Gegners lehnte er ab, weil er ja sowieso die großen Städte in Schutt und Asche legen wollte, um durch diesen extremen Terror die Kapitulation des Gegners zu erzwingen.
Terror war das Grundprinzip seiner Kampfführung. 1938 formulierte Löhr seine Theorie des Luftkrieges erneut. So könne mittels Fliegerbomben jedes beliebige Ziel angegriffen werden. Studiere man den Organismus des Feindstaates in anatomischer und biologischer Hinsicht, so finde man Punkte, die von einem kurzen Schlag getroffen den gesamten Organismus lähmen. Durch seine zahlreichen Publikationen über Luftstreitkräfte, Luftkriegswesen und Luftschutz erlangte Löhr auch in den Nachbarstaaten eine größere Bekanntheit.

### Geheimaufbau der Fliegertruppe

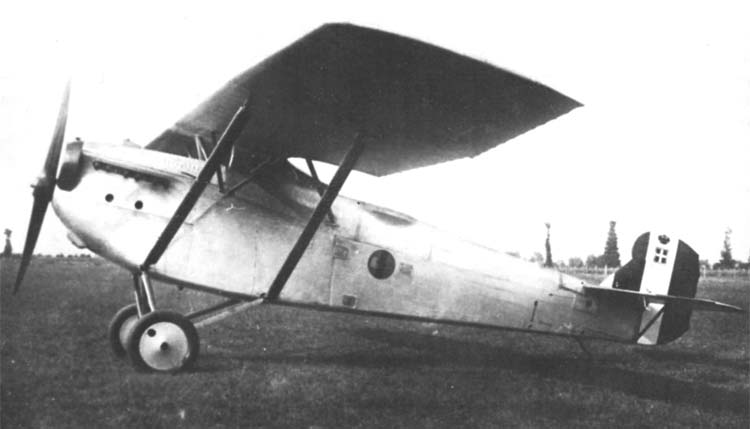
Italienische Fiat-Ansaldo A.120 dienten Löhr ab 1931 als Schulungsflugzeuge

Die Jahre 1927 bis 1929 markieren Löhrs völlig illegale Bemühungen zur schrittweisen Aufstellung einer neuen Fliegertruppe unter dem Deckmantel der Geheimhaltung. Dazu gehörte gleichfalls die Etablierung einer Pilotenausbildung. Erleichtert wurden Löhrs Bemühungen dahingehend, als dass Österreich 1927 die gleichen Erleichterungen bei der Schaffung einer Zivilluftfahrt erfuhr wie das Deutsche Reich im Jahr davor. Allerdings blieb das Verbot der Ausbildung von Heeresangehörigen zu Piloten bestehen. Dennoch gestattete die Entente Österreich in den nächsten sechs Jahren, zwölf Offiziere für den Flugsport auszubilden. Im Nachbarland Italien wurden in diesen Jahren bereits ganze Luftflotten aufgestellt. Um nicht vollends in Hintertreffen zu gelangen, suchte das Bundesheer nun verschärft nach Möglichkeiten, mit dem konkreten Aufbau der Fliegertruppe zu beginnen. Löhr rannte im weiteren Vorgehen in dieser Sache offene Türen ein. Er fand Unterstützung bei den entsprechenden Dienststellen, in denen ehemalige Fliegeroffiziere dienten. Und auch im Bundesheer gab es junge flugbegeisterte Offiziere, die es kaum erwarten konnten, den künftigen Kern einer Fliegertruppe zu bilden. Eine bedeutende Rolle kam dabei der zivilen Österreichischen Luftverkehrs AG (Ö.L.A.G) zu. Die Aufhebung der internationalen Militärkontrolle zum 31. Januar 1928 gewährte Löhr endlich die erhoffte Freiheit, um seine Pläne in die Tat umzusetzen. Dazu gehörte primär die Ausbildung von Piloten, Beobachtern und Technikern. Aus Tarnungsgründen blieb der Personenkreis weiterhin dem Heer zugeordnet. 1928 begann mit Hilfe der Ö.L.A.G. die Ausbildung von Sportfliegern. Die der Flugzeugwarte sollte bis Frühjahr 1929 anlaufen. Noch im gleichen Jahr begann Löhr mit dem Aufbau einer Fliegerabwehrtruppe durch die Schaffung einer Flak-Batterie sowie der Ausbildung künftiger Flakoffiziere. Im weiteren Verlauf des Jahres festigten sich die Strukturen für die Ausbildung des Flug- und Bodenpersonals. Ab Dezember 1928 gab es offiziell ausgeschriebene Kurse hierzu. Im Frühjahr 1929 konnte durch Löhrs Schaffen die erste öffentliche Fliegerschule in Aspern ihren Dienst aufnehmen. Die Maschinen stellte die Ö.L.A.G. Im Frühjahr 1929 waren für das Flugwesen bereits 11 Heeresoffiziere und 12 Chargen ausgebildet worden. Nach der Verlegung der Fliegerschule von Aspern nach Graz, versammelte sich dort der künftige Kader an jungen Flugzeugführern. Entgegen allen organisatorischen Schwierigkeiten konnte Löhr bis Herbst 1929 die Ausbildung des Flugpersonals zum Laufen bringen.
Der Beginn des neuen Jahrzehntes stand im Zeichen des Weiteren schrittweisen Ausbaues der Fliegerkräfte und der Erweiterung der bisherigen Flugplatzanlagen. Aufgrund politischer Gegebenheiten orientierte sich Österreich bei seiner geheimen Wiederbewaffnung am ehemaligen Kriegsgegner Italien. Das Königreich versorgte die junge Republik in den Folgejahren mit Ausrüstung und Technik. Das 1. Ausbildungsjahr der künftigen Jagdflieger wurde von Flugunfällen und Kompetenzschwierigkeiten überschattet. Diese und andere aufsehenerregende Vorfälle in der Öffentlichkeit sorgten bei Löhr für Missstimmung, da er befürchtete, die Geheimhaltung der noch verbotenen Fliegerkräfte würde verloren gehen. Als Reaktion auf die zahlreichen Flugunfälle erließ Löhr für das nächste Ausbildungsjahr 1930/1931 verschärfte Bestimmungen. Im Herbst 1930 verfügte seine Fliegertruppe über 10 Maschinen, drei davon waren Hopfer-Schulungsmaschinen. Am 1. Oktober 1930 trat die österreichische Luftverkehrsordnung in Kraft. Im November besuchte Löhr neben Ungarn das Deutsche Reich um das Flugmotorenwerk Siemens & Halske zu besichtigen. Den Abschluss bildete der Besuch der Ernst Heinkel Flugzeugwerke in Warnemünde.

## Wehrmacht

### Übernahme in deutsche Luftwaffe
Nach dem „Anschluss Österreichs“ an das Deutsche Reich wurde Löhr in die Wehrmacht übernommen und zum Befehlshaber des Luftwaffenkommandos Österreichs, nunmehr der „Donau- und Alpenreichsgaue“ bestellt.

### Zweiter Weltkrieg
Im März 1939 wurde er zum General der Flieger und Oberbefehlshaber der neu aufgestellten Luftflotte 4 befördert, mit der er am Überfall auf Polen und am Balkanfeldzug teilnahm. Am 6. und 7. April 1941 fand unter dem Kommando von General Löhr der Luftangriff auf Belgrad statt, bei dem tausende Menschen ums Leben kamen. Der Angriff auf Jugoslawien erfolgte am 6. April 1941 ohne Kriegserklärung. Belgrad wurde am gleichen Tag bombardiert, obwohl es von Jugoslawien zur „offenen Stadt“ erklärt worden war. Löhr hatte den Plan zur Bombardierung der Stadt entwickelt, der vorsah, durch Spreng- und Brandbomben Großbrände zu verursachen, um der nächtlichen zweiten Angriffswelle die „Zielauffindung zu erleichtern“.
Die durch einen solchen Angriff hohen Opferraten unter der Bevölkerung der Stadt wurden dabei ganz bewusst und geplant in Kauf genommen, was nach Warschau der zweite Luftterror-Angriff in bisher nie gekanntem Ausmaß und somit ein extremes Kriegsverbrechen der Wehrmacht war, das sich später bei Luftangriffen auf deutsche Städte bitter rächen sollte.
Bei der Planung und Durchführung der Luftlandeschlacht um Kreta im Mai 1941 war Löhr Chefplaner und gemeinsam mit Kurt Student Oberbefehlshaber. Löhr, der neben Russisch sämtliche wichtige Sprachen der Balkanhalbinsel bis auf das Griechische sprach, galt auf der einen Seite als besonders gebildeter Offizier der „alten österreichischen Schule“, auf der anderen Seite auch als treuer Anhänger der nationalsozialistischen Idee.
Im Mai 1941 zum Generaloberst befördert, wurde Löhr bis Juni 1942 im Südabschnitt der Ostfront eingesetzt. Am 1. August 1942 schließlich wurde Löhr zum Wehrmachtbefehlshaber Südost und Oberbefehlshaber der auf der Balkanhalbinsel stationierten 12. Armee bestellt. Vom 1. Jänner bis zum 26. August 1943 und vom 25. März 1945 bis zur deutschen Kapitulation war er „Oberbefehlshaber Südost“.
Vom 26. August 1943 bis 25. März 1945 war Generalfeldmarschall Maximilian von Weichs Oberbefehlshaber Südost. Löhr selbst war in dieser Zeit nur Oberbefehlshaber der Heeresgruppe E. In seinen Verantwortungsbereich fielen unter anderem Deportationen von mehr als 60.000 Juden aus Griechenland und Albanien. Eine „strafbare Verantwortung“ Löhrs für die Deportationen vor allem von den griechischen Inseln gilt als erwiesen.
Am 8. Mai 1945, dem Tag der Kapitulation der deutschen Wehrmacht, befanden sich noch 150.000 Mann der Heeresgruppe Löhr in Jugoslawien. Die letzten deutschen Nachhuten waren nur mehr 72 Marschstunden von Kärnten entfernt. Generaloberst Löhr verhandelte in Griffen bei Völkermarkt mit den Briten über die Überführung der noch auf jugoslawischem Gebiet stehenden Teile der Heeresgruppe nach Kärnten in britischen Gewahrsam, was die Briten jedoch ablehnten. Daraufhin gab Löhr den Befehl zur Kapitulation gegenüber den Jugoslawen. Er selbst wurde von den Briten an Jugoslawien ausgeliefert und musste sich deshalb am 15. Mai mit seinem engsten Stab ins jugoslawische Maribor (Marburg) begeben.

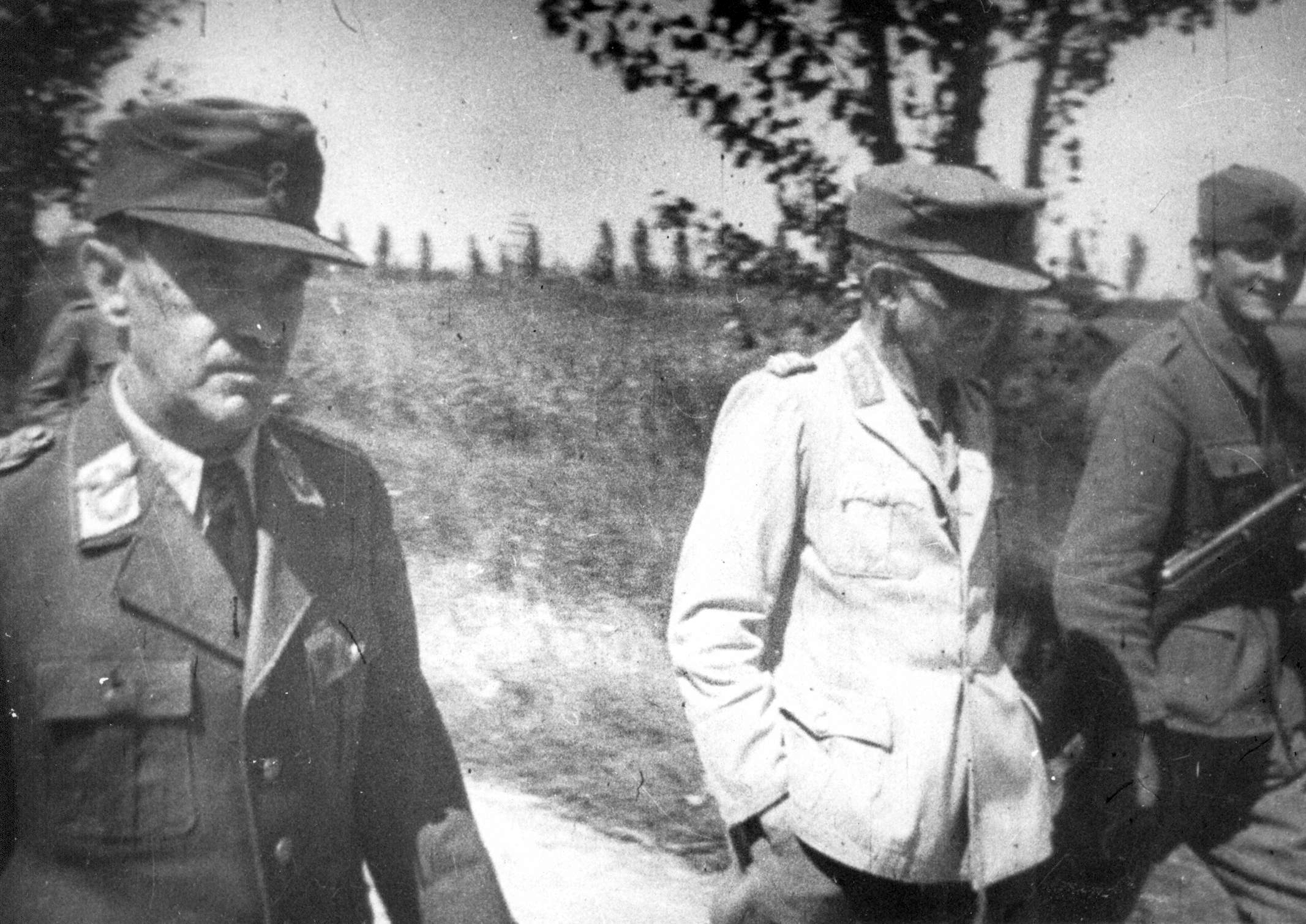
Partisanen eskortieren Löhr zum Hauptquartier der 14. Sturmdivision der Volksbefreiungsarmee (14. Mai 1945).

Der Militärgerichtshof der Föderativen Volksrepublik Jugoslawien verurteilte ihn in einem Prozess, der vom 5. bis 16. Februar 1947 stattfand, wegen der durch ihn ohne Kriegserklärung befohlenen Bombardierung Belgrads 1941 zum Tod durch Erschießen. Löhr reichte kein Gnadengesuch ein. Das Urteil wurde am 26. Februar 1947 vollstreckt. Bei den mitangeklagten Generälen August Schmidhuber, Johann Fortner, Fritz Neidholdt, Joseph Kübler, Adalbert Lontschar und Oberst Günther Tribukeit wurde das Todesurteil durch den Strang vollstreckt.

## Gedenktafeln

2015 demontierte Gedenktafel für Löhr in der Stiftskirche

In der dem Verteidigungsministerium gehörenden und von der Österreichischen Militärdiözese genutzten Wiener Stiftskirche befand sich eine von dem Österreichischen und Wiener Aero-Club gestiftete Gedenktafel für Alexander Löhr. Die zu Allerheiligen 1955 angebrachte Tafel erinnert an den „… wegen seiner Bescheidenheit und Menschlichkeit beliebt gewesenen Heerführer altösterreichischer Prägung …“ Die Tafel war von Beginn an umstritten, was dazu führte, dass sie bereits bald nach ihrer Anbringung … mit roter Farbe übersprüht wurde, ja deren Entfernung verlangt worden war. Im September 2014 forderte der Grüne Nationalratsabgeordnete Harald Walser erneut die Beseitigung der Gedenktafel für den Kriegsverbrecher. Die Militärseelsorge erwiderte, sie wolle zwar den Innenraum der Stiftskirche neu gestalten, doch dienten die Gedenktafeln „…keineswegs der Verherrlichung von Kriegsverbrechen“, sondern „… im kirchlichen Raum steht das Gebet für die Verstorbenen im Vordergrund, auch und gerade für die, die sich schuldig gemacht haben.“ Über der Gedenktafel für Löhr hängt ein großes Jesus-Relief aus Marmor mit der Aufschrift „Sie werden auferstehen“. Für die Wiener Tageszeitung Der Standard besteht Unklarheit, „… warum es diese Tafel wieder gibt. Denn eine solche Gedenktafel gab es schon einmal, sie wurde aber 1986 nach Protesten abmontiert. Damals war sie einer der Auslöser für die Waldheim-Affäre. Kurt Waldheim war nämlich Soldat in der Löhr unterstellten Heeresgruppe E.“ Die Tafel wurde am 19. Februar 2015 aus der Kirche entfernt. Die anderen Tafeln werden überprüft und eine erklärende Tafel ist geplant. Nach 1955 wurde Löhr auch in der Aula der Landesverteidigungsakademie mit einer Tafel gewürdigt, die Jahrzehnte später wieder entfernt wurde. In der Hofburgkapelle wurde 1989 sein Name auf einer Tafel mit dem Titel „Felde der Ehre“ entdeckt. Er wurde inzwischen unkenntlich gemacht.